# スヘイブ・ウェッブ
スヘイブ・ウェッブ（Suhaib Webb 本名 William Webb 1972年6月29日 - ）は、アメリカ・オクラホマ州出身のイスラム教イマーム。バーチャル・モスク「SuhaibWebb.com」主宰。

## 略歴
ウェッブはプロテスタントの白人家庭に育った。十代でヒップホップDJをはじめ、友人とともに地元のギャングにも所属。大学時代にはパーティーやドラッグに明け暮れた。だがある日、フリーマーケットで手にしたイスラム教の小冊子に興味を持ち、1992年に改宗。エジプトの名門、アル＝アズハル大学に留学しアラビア語やイスラム教を習得した。9.11以降の若手アメリカン・ムスリムのリーダーのひとりである。

## 参考書籍
Pen (ペン) 2011年 8/15号　阪急コミュニケーションズ